# Mengesh
Mengesh est un woreda de la région de Gambela, en Éthiopie.
Ce woreda entièrement rural compte 20 467 habitants en 2007.

## Situation
Situé à l'est de la région Gambela, limitrophe de la région Oromia et de la région Éthiopie du Sud-Ouest, le woreda Mengesh occupe la plus grande partie de la zone Mezhenger.
| Abobo | Nono      |           |
| Dimma | Mengesh   | Anderacha |
|       | Guraferda | Godere    |

## Démographie
D'après le recensement de 2007, le woreda compte 20 467 habitants et toute sa population est rurale.
La majorité des habitants (55 %) sont orthodoxes, 39 % sont protestants et 5 % sont musulmans.
Avec une superficie de 1 662 km2 [réf. souhaitée], le woreda a une densité de population de 12 personnes par km2.
Début 2022, la population est estimée, par projection des taux de 2007, à 23 441 personnes.